# 통합효소 억제제
통합효소 억제제 (INI)란 항 레트로 바이러스 약물의 한 종류로, 바이러스 게놈을 숙주 세포의 DNA에 삽입하는 바이러스 효소인 통합효소 (integrase)의 작용을 차단하도록 설계된 약물이다. 통합은 레트로 바이러스 복제의 중요한 단계이기 때문에, 이를 차단하면 바이러스의 추가 확산을 막을 수 있다. 통합효소 억제제의 한 종류인 INSTIs (integrase strand transfer inhibitors)는 의료용으로 확립되어 있다. 또 다른 종류인 INBIs (integrase binding inhibitors)는 아직 실험중에 있다.
2007년 10월 12일 미국 식품의약국 (FDA)로부터 통합효소 억제제 중 첫번째로 랄테그라빌 (상품명 Isentress)에 대한 승인을 받았다. 당시 발표된 연구는 "랄테그라빌과 최적화된 배경 요법은 최소 48주 동안 최적화된 배경 요법보다 더 나은 바이러스 억제 효과를 나타낸다."라는 결론을 뒷받침한다.
통합효소 억제제는 레트로 바이러스 수명 주기에서 확실한 단계를 타겟으로 하므로, 바이러스의 적응을 최소화하기 위해 다른 유형의 HIV 약물과 함께 복용할 수 있다. 바이러스가 돌연변이를 일으켜 다른 약물에 대한 내성을 획득한 환자의 구제요법에도 유용하다.

## 현재 사용 및 개발 중인 약물

### 현재 사용 중인 약물
- 랄테그라빌 (상품명 Isentress, 회사명 Merck & Co.)는 첫번째 INSTI로 2007년 10월 FDA 승인을 받았다. 랄테그라빌에는 두 가지 제형이 있다: 400mg 정제 (하루 2회 1정)와 600mg 정제 (하루 1회 2정)

- 엘비테그라비르(상품명 Vitekta)는 Japan Tobacco로부터 길리어드 사이언스가 라이선스를 받은 것으로, 성공적인 임상 3상을 마치고 2012년 8월 27일에 FDA의 승인을 받았다.[4] HIV 치료를 처음 받는 성인 환자 치료에 사용되는 것으로, 엠트리시타빈과 테노포비르 디소프록실(Stribild)과 함께 적량 조절 조합의 일부로 사용한다. 엘비테그라비르는 저분자량이고 고도로 선택적인 통합효소 억제제이며, 퀴놀린계 항생제와 핵심 구조를 공유한다.[5] 유사한 적량 조절 조합 (fixed dose combination)으로는 테노포비르 디소프록실 대신 테노포비르 알라페나미드(상품명 Genvoya)를 함유한다. 모든 경우에 엘비테그라비르는 코비시스타트(Stribild and Genvoya와 함께 적량 적절 조합의 일부)와 함께 복용한다.
- 돌루테그라비르(상품명 Tivicay)는 ViiV Healthcare가 라이선스를 받은 것으로, 2013년에 FDA 승인을 받았고, 2014년 1월에 유럽의 승인을 받았다. 돌루테그라비르는 50mg 정제로 뉴클리오사이드 역전사효소 억제제 두 개와 함께 하루에 1회 또는 2회 복용하는 것으로 알려져 있다. 바이러스 내성의 경우에는 1일 1회 복용으로 충분하지만, 생체 이용률을 더욱 높이기 위해서는 음식과 함께 1일 2회 복용하는 것이 권장된다. 둘루테그라비르의 적량 조절 조합으로는 뉴클리오사이드 역전사효소 억제제인 아바카비르와 라미부딘(상품명 Triumeq)을 함께 복용하는 것으로 1일 1회 1정 완전 ART 요법으로 이용 가능하다.
- GS-9883으로 알려진 빅테그라비르는 길리어드 사이언스에 의해 개발되었다.
- 카보테그라비르는 ViiV Healthcare에 의해 개발된 것이다. 릴피비린과 함께 월 1회 HIV 치료용 주사로 2021년 1월 FDA 승인을 받았다.

### 개발 중인 약물
- BI 224436
- MK-2048는 2세대 통합효소 억제제로 랄테그라빌보다 4배 더 오래 작용한다

## 같이 보기
- 통합효소 억제제의 발견과 개발

## 참조
- 통합효소 억제제의 발견과 개발